# إتش إم إس كوين إليزابيث (آر08)
إتش إم إس كوين إليزابيث (آر08) هي سفينة رائدة لفئة حاملات الطائرات كوين إليزابيث، بدأ بنائها في 2009 ودخلت الخدمة في عام 2017.